# Муанакити
Муанакити (на английски: Mwana Hiti) е емблематична фигура за редица народи в Танзания. Това е художествено изработена кукла за плодовитост, главно при племената зарамо, куере и лугуру в Източна Танзания. Тя е израз на майчинството и има магично-религиозна стойност с обредните си функции. Името се превежда като „дъщеря на трона“, „жена на онзи, който е коронясан“ или просто „дървено дете“.

## Предназначение
Муанакити е направена от едно-единствено парче дърво, представлява само горната част на тялото и е с много изчистени, почти символични контури. Фигурата може да бъде приемана едновременно като мъжка и женска – мъжка поради присъстващата фалическа форма и женска заради наличието на гърди. В началото на инициацията си всяка девойка от племето получава по една такава кукла. Тя се подготвя за бъдещото майчинство като се грижи за куклата, облича я, повива я, закриля я по всякакъв начин и не се разделя от нея. Фигурката се дава на момичето от една от сестрите на бащата, когато дойде време за уединението, предшестващо инициацията. Понякога може да се предава и от майка на дъщеря. Силата на фигурата се активира чрез жертвоприношения и поставянето ѝ в близост до тези на предците от бащиния клан.
Куклата получава името на някой от реалните или митични предци и се съхраняват на специално място в дома, на специален стол или в малка къщичка. В някои случаи фигурките се изработват по двойки. Умалени екземпляри се носят и пазят като амулети от жени, които искат да повишат плодовитостта си.

## Изработка
Като цяло тялото на моделираната кукла обикновено е издялано без всякаква символика, като единствено пъпът и гърдите са отбелязани с лек релеф. Върху торса с леко заоблени краища е поставена цилиндричната шия. Лицето е остро, със силно стърчащи уши. Визуално доминиращият елемент в цялата кукла е косата. Формално представеното лице почти се губи за сметка на силно стилизираната прическа, съставена от един или два „петльови гребена“ и наричана бедани. Девойката носи както такава прическа, така и куклата, не само докато се омъжи, но и докато се роди първото ѝ дете.
Инициацията все още присъства по селата, но в градовете вече е загубила своето значение. Там резбованите фигурки красят облегалките на столове, музикални инструменти, съдове, дръжки на лъжици, гребени, фиби, украшения за коса и много други. Изработката на столове с облегалки стил муанакити е особено характерна за племето лугуру в региона Морогоро.
Понякога, особено в по-късно време, когато изработването на тези фигурки получава комерсиално значение, цялото тяло е напълно ясно изобразено, с добре определени ръце, крака и лице. Много пъти очите са маркирани с по едно мънисто и фигурката има къса огърлица също от мъниста, поставена на врата или в долната, стеснена част на тялото.